# Danish Music Awards

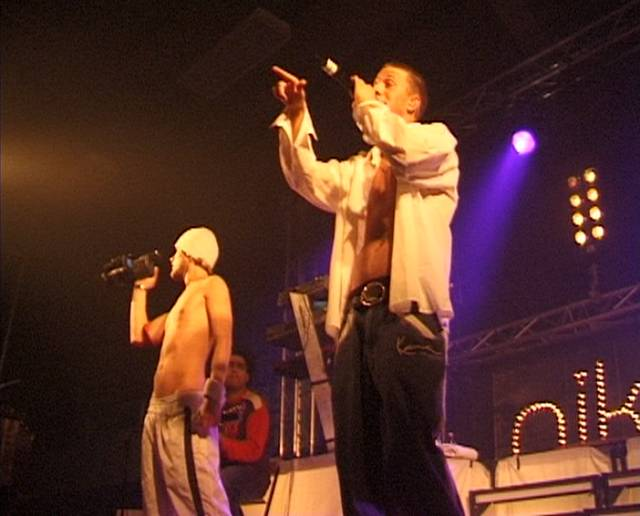
Die dänischen Hip–Hopper Nik & Jay wurden 2003 die Newcomer. Für 2007 sind sie mit Alt hvad du gør mig til für den Hit und das Musikvideo nominiert. Eine dritte Nominierung ging an ihr Produktionskollektiv „Nexus Music“.

Die Danish Music Awards (abgekürzt DMA) sind die höchsten Musikpreise in Dänemark für Populärmusik. Sie wurden erstmals 1989 als IFPI Awards von der dänischen Abteilung der IFPI vergeben. Zwischen 1991 und 2001 firmierten sie unter dem Namen Dansk Grammy („dänischer Grammy“), bis die US-amerikanische Recording Academy ihre Namensrechte geltend machte. 2001 erhielten sie ihren heutigen Namen. Sie werden jährlich in verschiedenen, wechselnden Kategorien vergeben.

## Geschichte
Der 1989 ins Leben gerufene Musikpreis wird von der dänischen Abteilung der IFPI vergeben. Bis 1990 hieß er IFPI–Prisen (IFPI-Preis), bis 2000 dann Dansk Grammy (Dänischer Grammy). Der aktuelle Name Danish Music Awards stammt aus dem Jahr 2001, als der Højesteret entschied, dass die Recording Academy als Organisator der US-amerikanischen Grammy Awards exklusive Rechte an dem Namen Grammy hat. Die Preisverteilung wird meistens live im dänischen Fernsehen (Danmarks Radio) übertragen.

## Übersicht über die Verleihungen

### IFPI Awards (1989)
Die Danish Music Awards wurden erstmals 1989 unter dem Namen IFPI Awards verliehen. Die erste Ausgabe der Verleihung fand am 25. Februar 1989 in der K. B. Hallen in Frederiksberg statt.
| Kategorie           | Sieger                                                                                 |
| ------------------- | -------------------------------------------------------------------------------------- |
| Dänisches Album     | Anne Linnet – Jeg er jo lige her                                                       |
| Dänische Band       | Dodo and the Dodos                                                                     |
| Dänische Künstlerin | Hanne Boel                                                                             |
| Dänischer Künstler  | Thomas Helmig                                                                          |
| Dänischer Hit       | Søs Fenger, Thomas Helmig, Sanne Salomonsen & Anne Linnet – Den jeg elsker, elsker jeg |
| Ausländisches Album | Tracy Chapman – Tracy Chapman                                                          |
| Presseauszeichnung  | Johnny Madsen                                                                          |

### IFPI Awards (1990)
Die 1990er Verleihung des IFPI Awards fand am 25. Februar 1990 in der K. B. Hallen in Frederiksberg statt.
| Kategorie           | Sieger                       |
| ------------------- | ---------------------------- |
| Dänisches Album     | Gnags – Mr. Swing King       |
| Dänische Band       | Gnags                        |
| Dänische Künstlerin | Søs Fenger                   |
| Dänischer Künstler  | Lars H. U. G.                |
| Dänischer Hit       | Kim Larsen – Tarzan Mama Mia |
| Ausländisches Album | Phil Collins – But Seriously |
| Presseauszeichnung  | Lars H.U.G                   |
| Bester Newcomer     | Nikolaj Christensen          |

### Dansk Grammy 1991
| Kategorie                              | Sieger                                                 |
| -------------------------------------- | ------------------------------------------------------ |
| Dänisches Album                        | Hanne Boel – Dark Passion                              |
| Dänische Band                          | Ray Dee Ohh                                            |
| Dänische Künstlerin                    | Hanne Boel                                             |
| Dänischer Künstler                     | Søren Sko                                              |
| Dänischer Newcomer                     | Sko/Torp                                               |
| Dänischer Hit                          | Hanne Boel – I Wanna Make Love to You                  |
| Ausländisches Album                    | Gary Moore – Still Got the Blues                       |
| Ausländische Sängerin                  | Sinéad O’Connor                                        |
| Ausländischer Sänger                   | Björn Afzelius                                         |
| Ausländischer Hit                      | Sinéad O’Connor – Nothing Compares 2 U                 |
| Ausländischer Newcomer                 | Wilson Phillips                                        |
| Dänisches Rockalbum                    | C.V. Jørgensen – I det muntre hjørne                   |
| Dänisches Popalbum                     | Love Shop – 1990                                       |
| Dänisches Rap- oder Dance–Album        | Yasmin – Wanna Dance                                   |
| Dänisches Unterhaltungs–Album          | De Nattergale – Det kan jo aldrig gå værre en hiel gal |
| Dänisches Heavy–Rock–Album             | Skagarack – A Slice of Heaven                          |
| Dänisches Kindermusikalbum             | Bamse & Kylling – Sange fra Bamses Billedbog 2         |
| Dänisches Singer–Songwriter–Album      | C.V. Jørgensen                                         |
| Dänischer Produzent                    | Poul Bruun für Hanne Boel – Dark Passion               |
| Dänisches Musikvideo                   | Hanne Boel – Light in Your Heart                       |
| Bestes Cover eines Albums aus Dänemark | Anne Dorte Michelsen – Den ordløse time                |
| Dänisches Folk/Country/Western–Album   | Lars Lilholt Band – Kontakt                            |
| Dänisches Klassikalbum                 | Ars Nova Vocal Group – Nicolas Gombert Sacred Music    |
| Dänisches Jazzalbum                    | Thomas Blachman – Love Boat                            |

### Dansk Grammy 1992
Die Verleihung fand am 22. Februar 1992 im Falkoner Teatret in Frederiksberg statt.
| Kategorie                                   | Sieger                                          |
| ------------------------------------------- | ----------------------------------------------- |
| Dänisches Album                             | Sort Sol – Flow My Firetear                     |
| Dänische Band                               | Sort Sol                                        |
| Dänische Sängerin                           | Sanne Salomonsen                                |
| Dänischer Sänger                            | Peter Belli                                     |
| Dänischer Newcomer                          | Cut ’n’ Move                                    |
| Dänischer Hit                               | Cut'N'Move – Get Serious                        |
| Ausländisches Album                         | R.E.M. – Out of Time                            |
| Ausländische Sängerin                       | Bonnie Raitt                                    |
| Ausländischer Hit                           | Bryan Adams – Everything I Do (I Do It For You) |
| Ausländischer Newcomer                      | Nirvana                                         |
| Dänisches Rockalbum                         | Sort Sol – Flow My Firetear                     |
| Dänisches Popalbum                          | Michael Learns to Rock – Michael Learns to Rock |
| Dänisches Rap- oder Dancealbum              | Cut'N'Move – Get Serious                        |
| Dänisches Unterhaltungsalbum                | Poul Dissing – Poul Dissing synger Bellmann     |
| Årets Danske Heavyrock Udgivelse            | D-A-D – Riskin' It All                          |
| Dänisches Kindermusikalbum                  | Sebastian – Ronja Røverdatter                   |
| Dänischer Singer–Songwriter                 | Elisabeth Gjerluff Nielsen                      |
| Dänischer Produzent                         | Nikolaj Foss für D-A-D – Riskin' It All         |
| Dänisches Musikvideo                        | Thorleif Hoppe für D-A-D – Bad Craziness        |
| Cover                                       | Jo Dam Kærgaard for tv·2 – Slaraffenland        |
| Årets Danske Folk/Country/Western Udgivelse | Niels Hausgaard – I fornuftens land             |
| Dänisches Klassikalbum                      | Odense Symfoniorkester – Syberg                 |
| Dänisches Jazzalbum                         | Thomas Clausens Trio – Café Noir                |

### Dansk Grammy 1993
Die Verleihung fand am 18. Februar 1993 im Falkoner Teatret in Frederiksberg statt.
| Kategorie                          | Sieger                                         |
| ---------------------------------- | ---------------------------------------------- |
| Dänisches Album                    | Lars H. U. G. – Blidt over dig                 |
| Dänische Band                      | Gangway                                        |
| Dänische Sängerin                  | Hanne Boel                                     |
| Dänischer Sänger                   | Lars H. U. G.                                  |
| Dänischer Newcomer                 | Her Personal Pain                              |
| Dänischer Hit                      | Shu–bi–dua – Sexchikane                        |
| Ausländisches Album                | R.E.M. – Automatic for the People              |
| Ausländische Sängerin              | Lisa Nilsson                                   |
| Ausländischer Sänger               | Leonard Cohen                                  |
| Ausländischer Hit                  | Eric Clapton – Tears in Heaven                 |
| Ausländischer Newcomer             | Lisa Nilsson                                   |
| Dänisches Rockalbum                | Gangway – Happy Ever After                     |
| Dänisches Popalbum                 | Lars H. U. G. – Blidt over dig                 |
| Dänisches Rap- oder Dancealbum     | YB – I Am What I Am                            |
| Dänisches Unterhaltungsalbum       | Ulla Henningsen – Kald mig Liva                |
| Dänisches Heavy–Rock–Album         | Pretty Maids – Sin–Decade                      |
| Dänisches Kindermusikalbum         | Bullerfnis                                     |
| Dänischer Singer–Songwriter        | Henrik Balling                                 |
| Dänischer Produzent                | Nikolaj Foss für The Sandmen – Sleepyhead      |
| Dänisches Musikvideo               | Feltwave for Gangway – Mountain Song           |
| Cover                              | Søren Kjær für Lars H. U. G.s – Blidt over dig |
| Dänisches Folk/Country/Blues–Album | Dalton – Dalton                                |
| Dänisches Klassikalbum             | Den Danske Blæseroktet – W.A. Mozart           |
| Dänisches Jazzalbum                | Palle Mikkelborg – Anything But Grey           |

### Dansk Grammy 1994
Die Verleihung fand am 18. Februar 1994 im Experimentarium in Hellerup statt.
| Kategorie                          | Sieger                                         |
| ---------------------------------- | ---------------------------------------------- |
| Dänisches Album                    | Sort Sol – Glamourpuss                         |
| Dänische Band                      | Sort Sol                                       |
| Dänische Sängerin                  | Peaches Lavon (Peaches & Bobo)                 |
| Dänischer Sänger                   | Thomas Helmig                                  |
| Dänischer Newcomer                 | Nice Device                                    |
| Dänischer Hit                      | Nice Device – Cool Corona                      |
| Ausländisches Album                | Meat Loaf – Bat Out of Hell II                 |
| Ausländische Sängerin              | Björk                                          |
| Ausländischer Sänger               | Steven Tyler (Aerosmith)                       |
| Ausländischer Hit                  | 4 Non Blondes – What's Up                      |
| Ausländischer Newcomer             | Björk                                          |
| Dänisches Rockalbum                | Sort Sol – Glamourpuss                         |
| Dänisches Popalbum                 | Thomas Helmig – Say When                       |
| Dänisches Rap- oder Dancealbum     | Al Agami – Covert Operations                   |
| Dänisches Unterhaltungsalbum       | Dan Turéll & Halfdan E – Pas på pengene        |
| Dänisches Kindermusikalbum         | Sampler – Åh Abe!                              |
| Dänischer Singer–Songwriter        | Thomas Helmig                                  |
| Dänischer Produzent                | Flemming Rasmussen für Sort Sol – Glamourpuss  |
| Dänisches Musikvideo :             | Nicolai Amter für Nice Device – Cool Corona    |
| Cover                              | Thorbjørn Overbech für Nice Device – The Album |
| Dänisches Folk/Country/Blues–Album | Tamra Rosanes – Foot Loose                     |
| Dänisches Klassikalbum             | Morten Zeuthen – Bach Cello Suites and Patita  |
| Dänisches Jazzalbum                | Jan Kaspersens Quintet – Heavy Smoke           |
| Grøn Pris                          | Sort Sol                                       |

### Dansk Grammy 1995
Die Verleihung fand am 18. Februar 1995 im Cirkusbygningen in Kopenhagen statt.
| Kategorie                          | Sieger                                                                 |
| ---------------------------------- | ---------------------------------------------------------------------- |
| Dänisches Album                    | Thomas Helmig – Stupid Man                                             |
| Dänische Band                      | Dizzy Mizz Lizzy                                                       |
| Dänische Sängerin                  | Sanne Salomonsen                                                       |
| Dänischer Sänger                   | Thomas Helmig                                                          |
| Dänischer Newcomer                 | Dizzy Mizz Lizzy                                                       |
| Dänischer Hit                      | Thomas Helmig – Gotta Get Away from You (Keep On Walking)              |
| Ausländisches Album                | Lisa Ekdahl – Lisa Ekdahl                                              |
| Ausländische Sängerin              | Angélique Kidjo                                                        |
| Ausländischer Sänger               | Tom Jones                                                              |
| Ausländischer Hit                  | Youssou N'Dour & Neneh Cherry – 7 Seconds                              |
| Ausländischer Newcomer             | Crash Test Dummies                                                     |
| Dänisches Rockalbum                | Dizzy Mizz Lizzy – Dizzy Mizz Lizzy                                    |
| Dänisches Popalbum :               | Thomas Helmig – Stupid Man                                             |
| Dänisches Rap- oder Dancealbum     | Thomas Blachman Meets Al Agami & Remee – The Style and Invention Album |
| Dänisches Unterhaltungsalbum       | Monrad & Rislund – Farvel Åge                                          |
| Dänisches Kindermusikalbum         | Sampler – Pa–Pagegøje                                                  |
| Dänisches Dansktop–Album           | Keld & Hilda & The Donkeys – Lige i øjet                               |
| Dänischer Singer–Songwriter        | Thomas Helmig                                                          |
| Dänischer Produzent                | Thomas Helmig for Thomas Helmig – Stupid Man                           |
| Dänisches Musikvideo               | Sort Sol – Let Your Fingers Do the Walking                             |
| Cover                              | Peter Frölich für Nude – Nudism                                        |
| Dänisches Folk/Country/Blues–Album | Henning Stærk – Whatever Gets You Through the Night                    |
| Dänisches Klassikalbum             | Mortensen, Holloway og Linden – Buxetude kammermusik vol. 1            |
| Dänisches Jazzalbum                | Thomas Blachman Meets Al Agami & Remee – The Style and Invention Album |
| Grøn Pris                          | Dizzy Mizz Lizzy                                                       |
| Dänisches Livealbum                | Sanne Salomonsen – Unplugged                                           |

### Dansk Grammy 1996
Die Verleihung fand am 3. Februar 1996 im Cirkusbygningen in Kopenhagen statt.
| Kategorie                          | Sieger                                                                                  |
| ---------------------------------- | --------------------------------------------------------------------------------------- |
| Dänisches Album                    | Caroline Henderson – Cinemataztic                                                       |
| Dänische Band                      | D-A-D                                                                                   |
| Dänische Sängerin                  | Caroline Henderson                                                                      |
| Dänischer Sänger                   | Ivan Pedersen                                                                           |
| Dänischer Newcomer                 | Me, She & Her                                                                           |
| Dänischer Hit                      | Caroline Henderson – Made in Europe                                                     |
| Ausländisches Album                | Michael Jackson – HIStory                                                               |
| Ausländische Sängerin              | Björk                                                                                   |
| Ausländischer Sänger               | Michael Jackson                                                                         |
| Ausländischer Hit                  | Mike and the Mechanics – Over My Shoulder                                               |
| Ausländischer Newcomer             | Blur                                                                                    |
| Dänisches Rockalbum                | Savage Rose – Black Angel                                                               |
| Dänisches Popalbum                 | Caroline Henderson – Cinemataztic                                                       |
| Dänisches Rap- oder Dancealbum     | Østkyst Hustlers – Verdens længste rap                                                  |
| Dänisches Unterhaltungsalbum       | Sampler – Juletestamentet                                                               |
| Dänisches Kindermusikalbum         | Sampler – Tangokat                                                                      |
| Dänisches Dansktop–Album           | Keld & Hilda – Hatten af                                                                |
| Dänischer Singer–Songwriter        | Caroline Hederson/Kasper Winding/Thomas Blachman für Caroline Henderson – Cinemataztic  |
| Dänischer Produzent                | Kasper Winding/Thomas Blachman/Caroline Henderson für Caroline Henderson – Cinemataztic |
| Dänisches Musikvideo               | D-A-D – Reconstrucdead                                                                  |
| Cover                              | D-A-D – Helpyourselfish                                                                 |
| Dänisches Folk/Country/Blues–Album | Ester Brohus – Heart of Desert Longing                                                  |
| Dänisches Klassikalbum             | Det Kongelige Kapel – Weyse symfonier nr. 6 & 7                                         |
| Dänisches Jazzalbum                | Jens Winther Group – The Planets                                                        |
| Grøn Pris                          | Caroline Henderson                                                                      |
| P3's Lytterpris                    | Poul Krebs – Sådan nogen som os                                                         |

### Dansk Grammy 1997
Die Verleihung fand am 1. Februar 1997 im Cirkusbygningen in Kopenhagen statt.
| Kategorie                          | Sieger                                                         |
| ---------------------------------- | -------------------------------------------------------------- |
| Dänisches Album                    | Lars H. U. G. – Kiss & Hug (From A Happy Boy)                  |
| Dänische Band                      | Østkyst Hustlers                                               |
| Dänische Sängerin                  | Nina Forsberg                                                  |
| Dänischer Sänger                   | Lars H. U. G.                                                  |
| Dänischer Newcomer                 | Humleridderne                                                  |
| Dänischer Hit                      | Souvenirs – Jeg troed' du var hos Michael                      |
| Ausländisches Album                | George Michael – Older                                         |
| Ausländische Sängerin              | Alanis Morissette                                              |
| Ausländischer Sänger               | George Michael                                                 |
| Ausländisches Klassikalbum         | Pappano – Don Carlos                                           |
| Ausländischer Hit                  | George Michael – Fast Love                                     |
| Ausländischer Newcomer             | Alanis Morissette                                              |
| Dänisches Rockalbum                | Dizzy Mizz Lizzy – Rotator                                     |
| Dänisches Popalbum                 | Lars H. U. G. – Kiss & Hug (From A Happy Boy)                  |
| Dänisches Rapalbum                 | Østkyst Hustlers – Fuld af løgn                                |
| Dänisches Dance–Album              | Cut ’n’ Move – Into the Zone 91–96                             |
| Dänisches Unterhaltungsalbum       | Dan Turéll & Halfdan E – Glad i abningstiden                   |
| Dänisches Kindermusikalbum         | Sampler – Hej Frede!                                           |
| Dänisches Dansktop–Album           | Jacob Haugaard – Så'n er livet                                 |
| Dänischer Singer–Songwriter        | Nikolaj Peyk (Østkyst Hustlers)                                |
| Dänischer Produzent                | Nick Foss for Dizzy Mizz Lizzy – Rotator                       |
| Dänisches Musikvideo               | Martin Werner für Cut'N'Move – Missionary Man                  |
| Cover                              | Tobias Rosenberg Jørgensen für Østkyst Hustlers – Fuld af løgn |
| Dänisches Folk/Country/Blues–Album | Allan Olsen – Jern                                             |
| Dänisches Klassikalbum             | Radiosymfoniorkestret – Holger Danske                          |
| Dänischer Klassik–Künstler         | Radiosymfoniorkestret                                          |
| Dänisches Jazzalbum                | Alex Riel Quartet – The Riel Deal                              |
| Grøn Pris                          | Østkyst Hustlers                                               |
| P3's Lytterpris                    | Østkyst Hustlers                                               |

### Dansk Grammy 1998
Die Verleihung fand am 7. Februar 1998 in der K. B. Hallen in Frederiksberg statt.
| Kategorie                          | Sieger |
| ---------------------------------- | --- |
| Dänisches Album                    | Randi Laubek – Ducks and Drakes                                                                                             |
| Dänische Band                      | Aqua |
| Dänische Sängerin                  | Randi Laubek |
| Dänischer Sänger                   | Anders Blichfeldt |
| Dänischer Newcomer                 | Aqua |
| Dänischer Hit                      | Aqua – Barbie Girl |
| Ausländisches Album                | Radiohead – OK Computer |
| Ausländische Sängerin              | Björk |
| Ausländischer Sänger               | Eric Gadd |
| Ausländisches Klassikalbum         | Paul McCreesh – Messias |
| Ausländischer Hit                  | No Doubt – Don't Speak |
| Ausländischer Newcomer             | Hanson |
| Dänisches Rockalbum                | D-A-D – Simpatico |
| Dänisches Popalbum                 | Aqua – Aquarium |
| Årets Danske Techno Udgivelse      | Sorten Muld – Mark II |
| Dänisches Rapalbum                 | Humleridderne – En genial Gaveidé                                                                                           |
| Dänisches Dance–Album              | Daze – Super Heroes |
| Dänisches Unterhaltungsalbum       | Lex & Klatten – Lex & Klatten                                                                                               |
| Dänisches Kindermusikalbum         | Sampler – Hannibal & Jerry                                                                                                  |
| Dänisches Dansktop–Album           | Jacob Haugaard – Helt kinisisk                                                                                              |
| Dänischer Singer–Songwriter        | Randi Laubek |
| Dänischer Produzent                | Sorten Muld |
| Dänisches Musikvideo               | Peder Pedersen und Peter Stenbæk for Aqua – Barbie Girl                                                                     |
| Cover                              | Ivar Iversen für Ruby Fruit Jungle – Scram                                                                                  |
| Årets Danske Heavy Metal Udgivelse | Pretty Maids – Spooked |
| Dänisches Folk/Country/Blues–Album | Dissing, Dissing, Von Daler & Dissing – Dissing, Dissing, Von Daler & Dissing                                               |
| Dänisches Klassikalbum             | Emma Kirkby, John Holloway, Manfred Kraemer, Jaap ter Linden, Lars Ulrik Mortensen: Dietrich Buxtehude – Vokal musik vol. 1 |
| Dänisches Jazzalbum                | Unity – Once Around the Park                                                                                                |
| Grøn Pris                          | Aqua |
| P3's Lytterpris                    | Aqua |

### Dansk Grammy 1999
Die Verleihung fand am 6. Februar 1999 im Tivolis Koncertsal in Kopenhagen statt. Moderatoren waren Andrea Vagn Jensen und Lars Daneskov. Aufgetreten sind: Superfuzz, Cartoons, Cher, Den Gale Pose, Emilia, Ginman/Jørgensen, Infernal, Allan Olsen, Roxette, S.O.A.P. und Søren Sko.
| Kategorie                          | Sieger                                                                  |
| ---------------------------------- | ----------------------------------------------------------------------- |
| Dänisches Album                    | Ginman/Jørgensen – Ginman/Jørgensen                                     |
| Dänische Band                      | Den Gale Pose                                                           |
| Dänische Sängerin                  | Annisette                                                               |
| Dänischer Sänger                   | Søren Sko                                                               |
| Dänischer Newcomer                 | S.O.A.P.                                                                |
| Dänischer Hit                      | Den Gale Pose – Spændt Op Til Lir                                       |
| Dänischer Hit                      | Madonna – Ray of Light                                                  |
| Ausländische Sängerin              | Madonna                                                                 |
| Ausländischer Sänger               | George Michael                                                          |
| Ausländisches Klassikalbum         | Ulf Schirmer/Radiosymfoniorkestret – Maskerade                          |
| Ausländischer Hit                  | Cher – Believe                                                          |
| Ausländischer Newcomer             | Lauryn Hill                                                             |
| Dänisches Rockalbum                | D-A-D – Psychopatico                                                    |
| Dänisches Popalbum                 | S.O.A.P. – Not Like Other Girls                                         |
| Dänische Upfront–Dance–Album       | Infernal – Infernal Affairs                                             |
| Dänisches Rapalbum                 | Den Gale Pose – Sådan er reglerne                                       |
| Dänische Upfront–Dance–Album       | Cartoons – Toonage                                                      |
| Dänisches Unterhaltungsalbum       | Gramsespektrum – Greatest Hits 1996–98                                  |
| Dänisches Kindermusikalbum         | Cirkeline – Cirkeline                                                   |
| Dänisches Dansktop–Album           | Birthe Kjær – Som en fugl i det fri                                     |
| Dänischer Singer–Songwriter        | Nikolaj Peyk                                                            |
| Dänischer Produzent                | Lennart Ginman für Ginman/Jørgensen – Ginman/Jørgensen                  |
| Dänisches Musikvideo               | Shaky Gonzales/Wise Guy Production for Baal – Karaoke                   |
| Cover                              | Tobias Rosenberg Jørgensen/Grey for Østkyst Hustlers – Så hold dog kæft |
| Dänischer Radiohit                 | Den Gale Pose – Spændt op til li'r                                      |
| Dänisches Hard–Rock–Album          | Superfuzz – Superfuzz                                                   |
| Dänisches Folk/Country/Blues–Album | Allan Olsen – Sange for rygere                                          |
| Dänisches Klassikalbum             | Camerata Chamber Choir & Orchestra – Messias                            |
| Årets Nye Danske Klassiske Navn    | Thomas Dausgaard                                                        |
| Dänisches Jazzalbum                | Hans Ulrik – Jazz and Mambo                                             |
| Grøn Pris                          | tv·2                                                                    |

### Dansk Grammy 2000
2000 war das letzte Jahr, in dem die Preisverleihung als Dansk Grammy durchgeführt wurde. Die US-amerikanische Grammy-Organisation Recording Academy untersagte die Verwendung des von ihnen geschützten Namens, weshalb die Verleihung 2001 als Danish Music Awards weitergeführt wurde.
Die letzte Verleihung der Danish Grammies fand am 5. Februar 2000 im Forum in Frederiksberg statt. Die Show wurde live auf TV 2 übertragen und von Casper Christensen und Krede moderiert.
| Kategorie                                 | Sieger                                                  |
| ----------------------------------------- | ------------------------------------------------------- |
| Dänisches Album                           | Kashmir – The Good Life                                 |
| Dänische Band                             | Kashmir                                                 |
| Dänische Künstlerin                       | Marie Frank                                             |
| Dänischer Künstler                        | Thomas Helmig                                           |
| Dänischer Newcomer / Tuborg's Green Prise | Marie Frank                                             |
| Dänischer Hit                             | Det Brune Punktum – Jeg vil i seng med de fleste        |
| Ausländisches Album                       | The Cardigans – Gran Turismo                            |
| Ausländischer Hit                         | Shania Twain – That Don't Impress Me Much               |
| Ausländischer Newcomer                    | Britney Spears                                          |
| Dänisches Rockalbum                       | Kashmir – The Good Life                                 |
| Dänisches Popalbum                        | Marie Frank – Ancient Pleasures                         |
| Dänisches Unterhaltungs–Album             | Det Brune Punktum – Helbredelsen                        |
| Dänisches Rapalbum                        | Clemens – Den Anden Verden                              |
| Dänisches Dancealbum                      | Brother Brown presents Frank'ee – Under the Water       |
| Dänisches Roots–Album                     | Dissing, Dissing, Von Daler m.fl. – Græsset må betrædes |
| Dänisches Kindermusikalbum                | Creamy – Creamy                                         |
| Bestes dänisches Album                    | Jacob Haugaard – Jeg er så lyk'lig                      |
| Bester dänischer Soundtrack               | Various Artists – Den eneste ene                        |
| Dänischer Songwriter                      | Kasper Eistrup (Kashmir)                                |
| Dänischer Produzent                       | Joshua & Kashmir for Kashmir – The Good Life            |
| Dänisches Musikvideo                      | Klaus Thymann für Kashmir – Mom In Love, Daddy In Space |
| Radiohit / The Voice Prize                | Det Brune Punktum – Vi skal ud i det blå                |
| Dänischer Club Hit                        | Barcode Brothers – Dooh Dooh                            |
| Export Prize                              | Cartoons                                                |
| IFPI's Prize of Honor                     | Gnags                                                   |

Auftritte
Unter anderem traten Det Brune Punktum, Clemens & Petter, Creamy, Marie Frank, Funkstar De Luxe, Hampenberg, Thomas Helmig, Juice, Kashmir, Poul Krebs, Melanie C, Ms Mukupa & Remee und Shirley, Zindy, Daniel, Jonas Winge Leisner, Kuku Agami & Mark Linn mit dem Soundtrack des Films Den eneste ene auf.

### Danish Music Awards 2001
Die ersten Awards unter dem neuen Namen wurden am 3. März 2001 im Forum, Frederiksberg vergeben. Die Show wurde live auf TV 2 übertragen und von Casper Christensen und Lasse Rimmer moderiert.
| Kategorie                     | Sieger                                                         |
| ----------------------------- | -------------------------------------------------------------- |
| Dänisches Album               | D-A-D – Everything Glows                                       |
| Dänische Band                 | D-A-D                                                          |
| Dänische Künstlerin           | Freya                                                          |
| Dänischer Künstler            | Jesper Binzer (D-A-D)                                          |
| Dänischer Newcomer            | Erann DD                                                       |
| Dänischer Hit                 | Brødrene Olsen (aka Olsen Brothers) – Fly on the Wings of Love |
| Ausländisches Album           | Madonna – Music                                                |
| Ausländischer Hit             | Madonna – Music                                                |
| Ausländischer Newcomer        | Anastacia                                                      |
| Dänisches Rockalbum           | D-A-D – Everything Glows                                       |
| Dänisches Popalbum            | Aqua – Aquarius                                                |
| Danish R&B Album of the Year  | Karen – En til en                                              |
| Dänisches Rapalbum            | Outlandish – Outland's Officials                               |
| Dänisches Dancealbum          | Barcode Brothers – Swipe Me                                    |
| Dänisches Unterhaltungs–Album | Hva' snakker du om? – Den ka' byttes Vol. 1                    |
| Dänisches Kindermusikalbum    | Musikken fra Pyrus i Alletiders Eventyr                        |
| Bestes dänisches Album        | Kandis – Kandis 8                                              |
| Danish Soundtrack of the Year | Blinkende Lygter                                               |
| Dänischer Songwriter          | Allan Olsen – Onomatopoietikon                                 |
| Dänischer Produzent           | Filur – Exciting Comfort                                       |
| Dänisches Musikvideo          | Peder Pedersen / Easy Film for Aqua – Around the World         |
| Danish Radio Hit of the Year  | Zididada – Zididada Day                                        |
| Dänischer Clubhit             | Safri Duo – Played-A-Live (The Bongo Song)                     |
| Export Prize                  | Aqua                                                           |
| IFPI’s Prize of Honor         | Gasolin’                                                       |

Auftritte
Auftritte gab es unter anderem von Anastacia, Bliss, Tim Christensen, DJ Aligator, Erann DD, Filur, Karen, Manic Street Preachers, Outlandish, Rollo & King, Safri Duo, S.O.A.P., Superheroes und tv·2.

### Danish Music Awards 2002
Die Awards 2002 wurden am 2. März 2002 im Forum in Frederiksberg verliehen. Die Show wurde live auf TV 2 übertragen und von Lars Hjortshøj moderiert.
| Kategorie                           | Sieger                                                               |
| ----------------------------------- | -------------------------------------------------------------------- |
| Dänisches Album                     | Safri Duo – Episode II                                               |
| Dänische Band                       | Safri Duo                                                            |
| Dänische Künstlerin                 | Marie Frank                                                          |
| Dänischer Künstler                  | Thomas Helmig                                                        |
| Dänischer Newcomer                  | Christian                                                            |
| Dänischer Hit / Orange Prize        | Safri Duo – layed–A–Live (The Bongo Song)                            |
| Ausländisches Album                 | R.E.M. – Reveal                                                      |
| Ausländischer Hit                   | Kylie Minogue – Can’t Get You Out of My Head                         |
| Ausländischer Newcomer              | Dido                                                                 |
| Dänisches Rockalbum                 | Saybia – Saybia                                                      |
| Dänisches Popalbum                  | Christian – Du kan gøre hvad du vil                                  |
| Dänisches Rapalbum                  | Den Gale Pose – Definition af en stodder                             |
| Dänisches Dancealbum                | Safri Duo – Episode II                                               |
| Bestes dänisches Album              | Birthe Kjær – Længe leve livet                                       |
| Dänisches Kindermusikalbum          | MGP 2001 – De unges Melodi Grand Prix                                |
| Dänisches Unterhaltungs–Album       | Hva' snakker du om? – Arne fortæller… Terkel i knibe                 |
| Danish Soundtrack Album of the Year | En kort en lang                                                      |
| Dänischer Songwriter                | Thomas Helmig für IsItYouIsItMe                                      |
| Dänischer Produzent                 | Morten Friis/Uffe Savery/Michael Parsberg für Safri Duo – Episode II |
| Dänisches Musikvideo                | Angel Productions for Peter Frödin & Jimmy Jørgensen – Vent på mig   |
| Radiohit / The Voice Prize          | Safri Duo – Played-A-Live (The Bongo Song)                           |
| Dänischer Club Hit                  | Infernal – Muzaik                                                    |
| Danish Music Export Award           | Safri Duo – Episode II                                               |
| IFPI's Prize of Honor               | C.V. Jørgensen                                                       |

Auftritte
Auftritte während der Verleihung hatten unter anderem Christian, EyeQ, Sort Sol, Thomas Helmig, DJ Encore, Hampenberg, Barcode Brothers, Westlife, D-A-D, Safri Duo, Swan Lee und Kylie Minogue.

### Danish Music Awards 2003
Die Verleihung 2003 fand am 1. März 2003 im Forum in Frederiksberg statt. Die Show wurde live auf TV 2 übertragen und von Timm Vladimir moderiert.
| Kategorie                       | Sieger                                                                          |
| ------------------------------- | ------------------------------------------------------------------------------- |
| Dänisches Album                 | Saybia – The Second You Sleep                                                   |
| Dänische Band                   | Saybia                                                                          |
| Dänische Künstlerin             | Søs Fenger                                                                      |
| Dänischer Künstler              | Søren Huus (Saybia)                                                             |
| Dänischer Newcomer              | Nik & Jay                                                                       |
| Dänischer Hit / The Voice Prize | Nik & Jay – Hot                                                                 |
| Ausländisches Album             | Eminem – The Eminem Show                                                        |
| Ausländischer Newcomer          | Avril Lavigne                                                                   |
| Dänisches Rockalbum             | The Raveonettes – Whip It On                                                    |
| Dänisches Popalbum              | tv·2 – På kanten af småt brændbart                                              |
| Dänisches Rapalbum              | Malk de Koijn – Sneglzilla                                                      |
| Dänisches Dancealbum            | Filur – Deeply Superficial                                                      |
| Bestes dänisches Album          | Kandis – Kandis 9                                                               |
| Dänisches Kindermusikalbum      | Ruben – Drengen der kunne tale med ting                                         |
| Dänischer Songwriter            | Steffen Brandt for tv·2 – På kanten af småt brændbart                           |
| Dänischer Produzent             | Nikolaj Nørlund for Superjeg – Alt er ego                                       |
| Dänisches Musikvideo            | Ingen Frygt for Malk de Koijn – Vi tager fuglen på dig                          |
| Dänisches Albumcover            | Per Morten Abramsen / Rene Brokop & Nego & Brando for Jupiter Day – Jupiter Day |
| IFPI’s Prize of Honor           | Peter Belli                                                                     |

Auftritte
Liveauftritte gab es von Blue, Tim Christensen, Filur feat. Pernille Rosendahl, Junior Senior, Kashmir, Melanie C, Mew, Nik & Jay, Outlandish, Sanne Salomonsen und tv·2.

### Danish Music Awards 2004
2004 fand die Verleihung am 28. Februar 2004 im Forum in Frederiksberg statt. Die Show wurde live auf TV 2 übertragen und von Timm Vladimir moderiert.
| Kategorie                     | Sieger                                                                                   |
| ----------------------------- | ---------------------------------------------------------------------------------------- |
| Dänisches Album               | Tim Christensen – Honeyburst                                                             |
| Dänische Band                 | Kashmir                                                                                  |
| Dänische Künstlerin           | Julie                                                                                    |
| Dänischer Künstler            | Tim Christensen                                                                          |
| Dänischer Newcomer            | Julie                                                                                    |
| Dänischer Hit/The Voice Prize | Outlandish – Aïcha                                                                       |
| Ausländisches Album           | Robbie Williams – Escapology                                                             |
| Ausländischer Newcomer        | Evanescence                                                                              |
| Ausländischer Hit             | Dido – White Flag                                                                        |
| Dänisches Rockalbum           | Kashmir – Zitilites                                                                      |
| Dänisches Popalbum            | Julie – Home                                                                             |
| Dänisches Hip–Hop–/Rapalbum   | Jokeren – Alpha Han                                                                      |
| Dänisches Dancealbum          | Rune – Calabria                                                                          |
| Bestes dänisches Album        | Birthe Kjær – På en fransk altan                                                         |
| Dänisches Kindermusikalbum    | Svedbanken – Chris & Chokoladefabrikken                                                  |
| Dänischer Songwriter          | Tina Dickow                                                                              |
| Dänischer Produzent           | Tim Christensen und Rune Nissen–Petersen für Tim Christensen – Honeyburst                |
| Dänisches Musikvideo          | Anders Morgenthaler für Kashmir – Rocket Brothers                                        |
| Dänisches Albumcover          | Kasper Eistrup, Mads Tunebjerg, Nanna Bentel und Morten Bjarnhof für Kashmir – Zitilites |
| IFPI’s Prize of Honor         | Sebastian                                                                                |

Auftritte
Auftritte während der Verleihung hatten unter anderem L.O.C., Kevin Lyttle, The Raveonettes, Swan Lee, Jokeren, Burhan G, Tim Christensen, Tue West, Erann DD, Bent Fabric und Blue.

### Danish Music Awards 2005
Die Awards 2005 wurden am 5. März 2005 in der K. B. Hallen in Frederiksberg verliehen. Die Show wurde live auf DR1 übertragen und von Caroline Henderson und Thomas Madvig moderiert
| Kategorie                  | Sieger                                            |
| -------------------------- | ------------------------------------------------- |
| Dänisches Album            | Nephew – USADSB                                   |
| Dänische Band              | Nephew                                            |
| Dänische Künstlerin        | Pernille Rosendahl (Swan Lee)                     |
| Dänischer Künstler         | Claus Hempler                                     |
| Dänischer Newcomer         | Burhan G                                          |
| Dänischer Hit              | Nephew – Movie Klip                               |
| Ausländisches Album        | U2 – How to Dismantle an Atomic Bomb              |
| Ausländischer Newcomer     | Franz Ferdinand – Franz Ferdinand                 |
| Ausländischer Hit          | Franz Ferdinand – Take Me Out                     |
| Dänisches Rockalbum        | Nephew – USADSB                                   |
| Dänisches Popalbum         | Tue West – Tue West                               |
| Dänisches Urban–Album      | Blue Foundation – Sweep of Days                   |
| Bestes dänisches Album     | Souvenirs – Cirkus                                |
| Dänisches Kindermusikalbum | Sigurd Barrett – Sigurd & Symfoniorkestret vol. 2 |
| Dänischer Songwriter       | Mikael Simpson                                    |
| Dänisches Musikvideo       | Nephew – Superliga                                |
| IFPI's Prize of Honor      | Sanne Salomonsen                                  |

Auftritte
Auftritte während der Verleihung hatten unter anderem Nephew, D-A-D, Nik & Jay, Peter Sommer, Saybia, Allan Olsen, Junior Senior, Nobody Beats The Beats, Niarn, Clemens, Ataf und Kira & the Kindred Spirits.

### Danish Music Awards 2006
Die Danish Music Awards 2006 wurden am 11. März 2006 in der K. B. Hallen in Frederiksberg vergeben. Die Show wurde von DR1 live übertragen und von Jakob Riising moderiert.
| Kategorie                          | Sieger                                                   |
| ---------------------------------- | -------------------------------------------------------- |
| Dänisches Album                    | Mew – And the Glass Handed Kites                         |
| Dänische Band                      | Mew                                                      |
| Dänische Künstlerin                | Tina Dickow                                              |
| Dänischer Künstler                 | Jonas Bjerre (Mew)                                       |
| Dänischer Newcomer                 | Magtens Korridorer                                       |
| Dänischer Hit                      | tv·2 – De første kærester på månen                       |
| Dänisches Rockalbum                | Mew – And the Glass Handed Kites                         |
| Dänisches Popalbum                 | tv·2 – De første kærester på månen                       |
| Danish Urban/R&B Album of the Year | Pelding & Joy Morgan – Spine                             |
| Dänisches Hip–Hop–/Rapalbum        | Bikstok Røgsystem – Over stok og sten                    |
| Beste dänische Veröffentlichung    | Bent Fabricius-Bjerre – Kender du melodien               |
| Dänisches Kindermusikalbum         | Alberte, Thomas Winding und Jan Rørdam – Sludder & Vrøvl |
| Dänischer Songwriter               | Steffen Brandt (tv·2)                                    |
| Dänischer Produzent                | Pharfar für Bikstok Røgsystem – Over stok og sten        |
| Dänisches Musikvideo               | Martin de Thurah für Carpark North – Human               |
| Ausländisches Album                | Gorillaz – Demon Days                                    |
| Ausländischer Newcomer             | Antony & The Johnsons – I Am a Bird Now                  |
| Ausländischer Hit                  | Gorillaz – Feel Good Inc.                                |
| IFPI’s Prize of Honor              | tv·2                                                     |

Auftritte
Auftritte während der Verleihung hatten unter anderem Mew, Gavin DeGraw mit DR’s Big Band, Outlandish, Tina Dickow, Bikstok Røgsystem, Anna David, Johnny Deluxe, Carpark North, Tue West, Anders Matthesen und Kasper Eistrup.

### Danish Music Awards 2007
Die Danish Music Awards 2007 wurden am 3. März 2007 in der K. B. Hallen in Frederiksberg verliehen. Die Show wurde live von DR1 übertragen und von Jakob Riising moderiert.
| Kategorie                            | Sieger                                            |
| ------------------------------------ | ------------------------------------------------- |
| Dänisches Album                      | Nephew – Interkom kom ind                         |
| Dänische Band                        | Nephew                                            |
| Dänische Künstlerin                  | Kira Skov (Kira & the Kindred Spirits)            |
| Dänischer Künstler                   | Teitur                                            |
| Dänischer Newcomer                   | VETO                                              |
| Dänischer Hit                        | Nephew – Igen & Igen &                            |
| Dänisches Rockalbum                  | Nephew – Interkom kom ind                         |
| Dänisches Popalbum                   | Peter Sommer – Destruktive Vokaler                |
| Danish Electronica Album of the Year | Trentemøller – The Last Resort                    |
| Dänisches Hip–Hop–Album              | Johnson – Det passer                              |
| Dänisches Kindermusikalbum           | Various Artists – Der var engang en dreng         |
| Dänisches Singer–Songwriter–Album    | Mikael Simpson                                    |
| Dänischer Produzent                  | Trentemøller – The Last Resort                    |
| Dänisches Musikvideo                 | Peder Pedersen for VETO – We Are Not Your Friends |
| Ausländisches Album                  | Justin Timberlake – FutureSex/LoveSounds          |
| Ausländischer Newcomer               | Gnarls Barkley – St. Elsewhere                    |
| IFPI's Prize of Honor                | Røde Mor                                          |

Auftritte
- Nik & Jay – Boing!
- Natasja – Op med hovedet
- Mikael Simpson – Jeg sidder fast
- Thomas Helmig featuring KNA Connected – Det du kan
- Ida Corr with DR Big Band – Late Night Bimbo
- Trolle//Siebenhaar – Sweet Dogs
- Nephew – Igen & Igen &
- Kenneth Bager – The Sound of Swing
- James Morrison mit der DR Big Band – Wonderful World
- VETO – You Are a Knife
- Rasmus Nøhr – Sommer i Europa

### Danish Music Awards 2008
Die Danish Music Awards 2008 wurden am 23. Februar 2008 in Glassalen, Tivoli, Kopenhagen verliehen. Die Moderation übernahm Gintberg.
| Kategorie                         | Sieger                                                             |
| --------------------------------- | ------------------------------------------------------------------ |
| Dänisches Album                   | Natasja – I Danmark er jeg født                                    |
| Dänische Band                     | Dúné – We Are In Here You Are Out Here                             |
| Dänische Künstlerin               | Natasja – I Danmark er jeg født                                    |
| Dänischer Künstler                | Thomas Troelsen (Private)                                          |
| Dänischer Newcomer                | Dúné                                                               |
| Dänischer Hit                     | Alphabeat – 10.000 Nights of Thunder                               |
| Dänisches Rockalbum               | Dúné – We Are In Here You Are Out Here                             |
| Dänisches Popalbum                | Alphabeat – Alphabeat                                              |
| Dänisches Electronic–Album        | Efterklang – Parades                                               |
| Dänisches Hip–Hop–Album           | Suspekt – Prima Nocte                                              |
| Dänisches Hard–Rock–Album         | Hatesphere – Serpent Smiles and Killer Eyes                        |
| Dänisches Urban–Album             | Natasja – I Danmark er jeg født                                    |
| DänischesVoxpop–Album             | Anne Linnet – Akvarium                                             |
| Dänisches Kindermusikalbum        | Sampler – Cykelmyggen & Dansemyggen                                |
| Dänisches Singer–Songwriter–Album | Natasja                                                            |
| Dänischer Produzent               | Thomas Troelsen for Private – My Secret Lover                      |
| Dänisches Musikvideo              | Ohhmarymary für JaConfetti – Step Up                               |
| Dänisches Albumcover              | Hvass, Hannibal & Ufex für Efterklang – Parades                    |
| Ausländisches Album               | Amy Winehouse – Back to Black                                      |
| Ausländischer Newcomer            | Mika – Life in Cartoon Motion                                      |
| Ausländischer Hit                 | Timbaland vs. Nephew featuring Keri Hilson & D.O.E – The Way I Are |
| IFPI's Prize of Honor             | Anne Linnet                                                        |

Auftritte
- Kiss Kiss Kiss – Hector
- Aura – Are You for Sale, Something from Nothing und Song for Sophie
- Dúné – 80 Years und Bloodlines
- Anne Linnet – Glor på vinduer (featuring Szhirley) und Jeg ka’ ik’ sige nej til dig
- Tina Dickow – Cruel to the Sensitive Kind und On the Run
- Volbeat – Pool of Booze, The Garden’s Tale (featuring Johan Olsen) und Sad Man's Tongue

### Danish Music Awards 2009
| Kategorie                                  | Sieger                                                                        |
| ------------------------------------------ | ----------------------------------------------------------------------------- |
| Dänisches Album                            | L.O.C. – Melankolia/XxxCouture                                                |
| Dänische Band                              | VETO                                                                          |
| Dänische Künstlerin                        | Aura Dione                                                                    |
| Dänischer Künstler                         | Peter Sommer                                                                  |
| Dänischer Newcomer                         | Choir of Young Believers                                                      |
| Dänischer Hit                              | Lizzie – Ramt i natten                                                        |
| Dänisches Rockalbum                        | Peter Sommer – Til rotterne, til kragerne, til hundene                        |
| Dänisches Popalbum                         | Aura – Columbine                                                              |
| Dänisches Electronic–Album                 | Mike Sheridan – I Syv Sind                                                    |
| Dänisches Hip–Hop–Album                    | L.O.C. – Melankolia/XxxCouture                                                |
| Dänisches Hard–Rock–Album                  | A Kid Hereafter in the Grinding Light – A Kid Hereafter in the Grinding Light |
| Danish Singer/Songwriter Album of the Year | Teitur – The Singer                                                           |
| DänischesVoxpop–Album                      | Anne Linnet – Anne Linnet                                                     |
| Dänisches Kindermusikalbum                 | Kaya Brüel – Med Dannebrog på næsen                                           |
| Dänischer Songwriter                       | Peter Sommer                                                                  |
| Dänischer Produzent                        | Rune Rask & Jonas Vestergaard for L.O.C. – Melankolia/XxxCouture              |
| Dänisches Musikvideo                       | Thomas J. Mikkelsen & Dennis Holck Petersen für UFO Yepha – Næh Næh           |
| Dänisches Albumcover                       | Martin Furze für Natasja – Shooting Star                                      |
| Ausländisches Album                        | Kings of Leon – Only by the Night                                             |
| Ausländischer Newcomer                     | MGMT – Oracular Spectacular                                                   |
| Ausländischer Hit                          | Duffy – Mercy                                                                 |
| IFPI's Prize of Honor                      | Love Shop                                                                     |

Auftritte
- Sys Bjerre – Sandpapir and Pik
- Peter Sommer – Til rotterne, til kragerne, til hundene and Chancetur
- Mike Sheridan – Krisehjælp (featuring Nicolaj Rasted), Too Close (featuring Mads Langer) und Fact–Fiction (featuring Mads Langer).
- VETO – Blackout und You Say Yes, I Say Yes
- Balstyrko – Intet stopper helt und Jagten paa noget
- Love Shop – Alle har en drøm at befri, Love Goes On Forever und Kræmmersjæl

### Danish Music Awards 2010
Danish Music Awards 2010 wurden im Bremen Theatre in Kopenhagen am 14. November 2010 vergeben. Moderator war Sänger und Produzent Søren Rasted. Die Show wurde nicht im dänischen Fernsehen übertragen. Es war das erste Mal, dass die IFPI, World Music Denmark, Jazz Danmark und Folkemusikkens Fælles Sekretariat den Award gemeinsam präsentiert haben.
Der Preis wurde in 20 verschiedenen Kategorien vergeben. Der Preis teppeulven for Hope of the Year wurde vom Foreningen af Danske Musikkritikere (Verband der dänischen Musikkritiker) verliehen.
| Kategorie                        | Sieger                                                 |
| -------------------------------- | ------------------------------------------------------ |
| Dänisches Album                  | Medina – Velkommen til Medina                          |
| Dänische Band                    | Alphabeat                                              |
| Dänische Künstlerin              | Medina                                                 |
| Dänischer Künstler               | Rasmus Seebach                                         |
| Dänischer Newcomer               | Medina                                                 |
| Dänischer Hit                    | Medina – Vi to                                         |
| Dänischer Songwriter             | Medina und Providers für Medina – Velkommen til Medina |
| Dänischer Produzent              | Providers für Medina – Velkommen til Medina            |
| Ausländisches Album              | Robyn – Body Talk Pt. 1                                |
| Ausländischer Hit                | Stromae – Alors on danse                               |
| Dänisches Jazzalbum              | Jakob Bro – Balledeering                               |
| Dänisches Vocaljazz–Album        | Sinne Eeg – Don’t Be So Blue                           |
| Dänischer Jazz–Newcomer          | August Rosenbaum                                       |
| Dänisches Jazz–Crossover–Album   | Girls in Airports – Girls in Airports                  |
| Dänisches Folkalbum              | Falgren Busk Duo – Duet                                |
| Dänischer Folk–Newcomer          | Falgren Busk Duo                                       |
| Dänischer Folksänger             | Nikolaj Busk                                           |
| Dänischer Folk–Komponist         | Bjarke Falgren für Falgren Busk Duo – Duet             |
| Dänisches Weltmusikalbum         | Afenginn – Bastard Etno                                |
| Dänisches Weltmusik–Lied         | Fatma Zidan – Ana Kol                                  |
| Initiative                       | Rap Akademiet                                          |
| Steppeulven for Hope of the Year | Marie Fisker                                           |
| IFPI's Prize of Honor            | Cæcilie Norby                                          |

### Danish Music Awards 2011
| Kategorie                          | Sieger                                         |
| ---------------------------------- | ---------------------------------------------- |
| Dänisches Album                    | Agnes Obel – Philharmonics                     |
| Dänischer Songwriter               | Agnes Obel                                     |
| Dänische Band                      | The William Blakes                             |
| Dänische Künstlerin                | Agnes Obel                                     |
| Dänischer Künstler                 | Søren Huss                                     |
| Dänischer Hit                      | Fallulah – Out of It                           |
| Dänischer Newcomer                 | Agnes Obel                                     |
| Dänischer Livekünstler             | Turboweekend                                   |
| Dänischer Produzent                | Fridolin and Fallulah für Fallulah – Out of It |
| Internationales Album              | Adele – 21                                     |
| Internationaler Hit                | Rihanna – Only Girl                            |
| Dänisches Rockalbum                | The William Blakes – The Way of the Warrior    |
| Dänisches Popalbum                 | Agnes Obel – Philharmonics                     |
| Dänisches Urban–Album              | L.O.C. – Libertiner                            |
| Dänisches Voxpop–Album             | Alberte Winding – Fjerde til venstre           |
| Dänisches Clubalbum                | Kato – Discolized 2.0                          |
| Dänisches Musikvideo               | L.O.C. – Ung for evigt                         |
| Zuschauerpreis                     | Nik & Jay                                      |
| Danish Music Awards Prize of Honor | Nik & Jay                                      |

### Danish Music Awards 2012
| Kategorie                          | Sieger                                                                  |
| ---------------------------------- | ----------------------------------------------------------------------- |
| Dänisches Album                    | Malk de Koijn – Toback to the Fromtime                                  |
| New Danish Name of the Year        | Lukas Graham                                                            |
| Dänische Band                      | When Saints Go Machine                                                  |
| Dänischer Songwriter               | Rasmus Seebach, Nicolai Seebach und Ankerstjerne for Mer' end kærlighed |
| Dänische Künstlerin                | Aura Dione                                                              |
| Dänischer Künstler                 | Rasmus Seebach                                                          |
| Dänischer Hit                      | Aura Dione – Geronimo                                                   |
| Dänischer Livekünstler             | Malk de Koijn                                                           |
| Zuschauerpreis                     | Rasmus Seebach                                                          |
| Newcomer (New Ideas/New Thinker)   | Christopher                                                             |
| Dänisches Rockalbum                | Spleen United – School of Euphoria                                      |
| Dänisches Popalbum                 | Rasmus Seebach – Mer' end kærlighed                                     |
| Dänisches Urban–Album              | Malk de Koijn – Toback to the Fromtime                                  |
| Dänisches Voxpop–Album             | Sebastian – Øjeblikkets mester                                          |
| Dänisches Clubalbum                | Shaka Loveless – Tomgang                                                |
| Dänischer Produzent                | When Saints Go Machine für Konkylie                                     |
| Dänisches Musikvideo               | Shaka Loveless – Tomgang (Regie: Amdi Niss–Espinoza)                    |
| Internationales Album              | Lana Del Rey – Born to Die                                              |
| Internationaler Hit                | Gotye – Somebody That I Used to Know                                    |
| Danish Music Awards Prize of Honor | Thomas Helmig                                                           |

Auftritte
- Aura Dione – In Love with the World
- Stine Bramsen – Love Sea
- Nabiha – Mind the Gap
- Shaka Loveless – Tomgang und Ikke mere tid
- Lukas Graham – Better Than Yourself (Criminal Mind Pt. 2)
- Nephew – Hjertestater
- Mads Langer – Nu hvor du har brændt mig af
- Outlandish – Stupid Man
- Burhan G – Midnat i Europa
- Medina – Har du glemt
- EaggerStunn – Kugledans
- Klumben & Raske Penge – Faxe Kondi
- Marie Key – Uopnåelig
- Dúné – Hell No!

### Danish Music Awards 2013
| Kategorie                          | Sieger                                    |
| ---------------------------------- | ----------------------------------------- |
| Dänisches Album                    | Marie Key – De Her Dage                   |
| New Danish Name of the Year        | Quadron                                   |
| Dänische Band                      | Volbeat                                   |
| Dänischer Songwriter               | Marie Key für De Her Dage                 |
| Dänische Künstlerin                | Marie Key                                 |
| Dänischer Künstler                 | Shaka Loveless                            |
| Dänischer Hit                      | Marie Key – Uden Forsvar                  |
| Dänischer Livekünstler             | Marie Key                                 |
| Zuschauerpreis                     | Mads Langer                               |
| Newcomer (New Ideas/New Thinker)   | Nik & Jay                                 |
| Dänisches Rockalbum                | Volbeat – Outlaw Gentlemen & Shady Ladies |
| Dänisches Popalbum                 | Marie Key – De Her Dage                   |
| Dänisches Urban–Album              | Quadron – Avalanche                       |
| Dänisches Voxpop–Album             | Allan Olsen – Jøwt                        |
| Dänisches Clubalbum                | Yepha – Ik' Gør Det                       |
| Dänischer Produzent                | Robin Hannibal für Quadron – Avalanche    |
| Internationales Album              | Rihanna – Unapologetic                    |
| Internationaler Hit                | Daft Punk – Get Lucky                     |
| Danish Music Awards Prize of Honor | Shu-Bi-Dua                                |

### Danish Music Awards 2014
| Kategorie                          | Sieger                                                                           |
| ---------------------------------- | -------------------------------------------------------------------------------- |
| Dänisches Album                    | Mø – No Mythologies to Follow                                                    |
| New Danish Name of the Year        | Mø                                                                               |
| Dänische Band                      | Ukendt Kunstner                                                                  |
| Dänischer Songwriter               | Rasmus Seebach, Nicolai Seebach und Ankerstjerne für Ingen Kan Love Dig I Morgen |
| Danish Artist of the Year          | Mø                                                                               |
| Dänischer Hit                      | Medina – Jalousi                                                                 |
| Dänischer Livekünstler             | Spids Nøgenhat                                                                   |
| Zuschauerpreis                     | Christopher                                                                      |
| Newcomer (New Ideas/New Thinker)   | Musikstarter – Nephew                                                            |
| Dänisches Rockalbum                | Spids Nøgenhat – Kommer med Fred                                                 |
| Dänisches Popalbum                 | Christopher – Told You So                                                        |
| Dänisches Urban–Album              | S!vas – D.A.U.D.A                                                                |
| Dänisches Voxpop–Album             | Michael Falch – Sommeren Kom Ny Tilbage                                          |
| Dänisches Clubalbum                | Brandon Beal (feat. Christopher) – Twerk It Like Miley                           |
| Dänischer Produzent                | Hedegaard                                                                        |
| Dänisches Musikvideo               | MØ – Walk This Way                                                               |
| Internationales Album              | Pharrell Williams – Girl                                                         |
| Internationaler Hit                | Pharrell Williams – Happy                                                        |
| Danish Music Awards Prize of Honor | D-A-D                                                                            |

### Danish Music Awards 2015
| Kategorie                          | Sieger                               |
| ---------------------------------- | ------------------------------------ |
| Zuschauerpreis                     | Lukas Graham                         |
| Dänischer Songwriter               | Carl Emil Petersen – Grand Prix      |
| Danish Artist of the Year          | Lukas Graham                         |
| Dänische Band                      | Suspekt                              |
| Dänischer Hit                      | Cisilia – Vi to datid nu             |
| New Artist of the Year             | Cisilia                              |
| Dänischer Livekünstler             | Suspekt                              |
| Dänisches Urban–Album              | Suspekt                              |
| Dänischer Produzent                | Rune Rask                            |
| Internationaler Hit                | Omi – Cheerleader                    |
| Internationales Album              | Kendrick Lamar – To Pimp a Butterfly |
| Dänisches Clubalbum                | TooManyLeftHands – Too Young to Die  |
| Dänisches Rockalbum                | Ulige Numre – Grand Prix             |
| Dänisches Musikvideo               | Xtra Naan – Malk mig                 |
| Dänisches Popalbum                 | Lukas Graham – Lukas Graham          |
| Danish Music Awards Prize of Honor | Tim Christensen                      |
| Dänischer Solokünstler             | Sivas                                |

### Danish Music Awards 2016
Die Verleihung fand am 12. November 2016 statt.
| Kategorie                                 | Sieger                                                                      |
| ----------------------------------------- | --------------------------------------------------------------------------- |
| Dänisches Album                           | Phlake – Slush Hours                                                        |
| Dänische Band                             | The Minds of 99                                                             |
| Dänischer Künstler                        | Alex Vargas                                                                 |
| Dänischer Hit                             | Gilli featuring MellemFingaMuzik – C’est la vie                             |
| Dänischer Singer–Songwriter – Koda–prisen | Jonathan Elkær, Mads Bo Iversen und Gisli Gislason für Phlake – Slush Hours |
| Dänisches Urban–Album                     | Ukendt Kunstner – Den anden side                                            |
| Dänisches Clubalbum                       | Blak – Nede Mette                                                           |
| Dänisches Musikvideo                      | MØ – Final Song                                                             |
| Publikumspreis                            | Gulddreng                                                                   |
| Danish Music Awards Ehrpenpreis           | Medina                                                                      |
| Dänischer Produzent                       | Jonathan Elkær für Phlake – Slush Hours, Pregnant und Angel Zoo             |
| Bester dänischer Livekünstler             | Lukas Graham                                                                |
| Bestes dänisches Rockalbum                | The Minds of 99 – Liber                                                     |
| Dänisches Popalbum                        | Phlake – Slush Hours                                                        |
| Internationale Albumveröffentlichung      | Justin Bieber – Purpose                                                     |
| Internationaler Hit                       | Justin Bieber – Love Yourself                                               |

### Danish Music Awards 2017
Die Danish Music Awards 2017 wurden am 11. November in Nordhavnen in Kopenhagen verliehen. Anders Breinholt moderierte die Veranstaltung. Die Preisverleihung wurde auf TV 2 am 12. November 2017 übertragen.
| Kategorie                       | Sieger                                                                                             |
| ------------------------------- | -------------------------------------------------------------------------------------------------- |
| Dänisches Album                 | Gilli feat. Kesi og Sivas – Rica                                                                   |
| Dänischer Künstler              | Gilli                                                                                              |
| Dänischer Hit                   | Scarlet Pleasure – Deja Vu                                                                         |
| Dänischer Newcomer              | Noah Carter                                                                                        |
| Dänischer Singer–Songwriter     | Gilli für Helwa, La Varrio und Habibi Aiwa                                                         |
| Dänischer Produzent             | Hennedub für Kesis God dag, Consigliere, Mamacita og Gillis Habibi Aiwa, Helwa, La Varrio und Rica |
| Internationales Album           | Kendrick Lamar – Damn                                                                              |
| Internationaler Hit             | Ed Sheeran – Shape of You                                                                          |
| Bester Livekünstler             | Volbeat                                                                                            |
| Publikumspreis                  | Rasmus Seebach                                                                                     |
| Danish Music Awards' Ehrenpreis | Sort Sol                                                                                           |

### Danish Music Awards 2018
Auf Grund von Versuchen, die Show zu erneuern und modernisieren, musste die Veranstaltung 2018 ausfallen. Laut Lasse Lindholm von IFPI wollte man lieber auf eine Verleihung verzichten, als eine halbgare Show abzuliefern.

### Danish Music Awards 2019
Die Danish Music Awards 2019 wurden am 17. Oktober in der K. B. Hallen in Frederiksberg verliehen. Moderator war Nabiha. Die Veranstaltung wurde am 20. Oktober 2019 auf TV 2 ausgestrahlt.
| Kategorie                       | Sieger |
| ------------------------------- | --- |
| Dänisches Album                 | The Minds of 99 – Solkongen |
| Dänische Band                   | Benal |
| Årets danske solist             | KESI |
| Dänischer Radiohit              | Lukas Graham – Love Someone |
| Årets danske streaminghit       | Lukas Graham – Love Someone |
| Dänischer Newcomer              | Clara |
| Dänischer Singer–Songwriter     | MØ – Forever Neverland |
| Dänischer Produzent             | Nicki Pooyandeh (für Gillis Vai amor; MellemFingaMuziks AMG; Sivas, Node & Gillis Oui)                                               |
| Bester dänischer Livekünstler   | Nik & Jay |
| Bester Newcomer – Live          | Jada |
| Bester Künstler (Rock)          | The Minds of 99 |
| Bester Künstler (Urban)         | KESI |
| Bester dänischer Künstler (Pop) | Lukas Graham |
| Vorbild                         | Jesper Ry, Leiter der Haderslev Musikskole für sein Engagement, in den Grundschulen der Haderslev Kommune Musikunterricht anzubieten |
| Hilfsorganisation               | Resource Warriors (NorthSide) |
| Danish Music Awards' Ehrenpreis | Lis Sørensen |
| Internationales Album           | Billie Eilish – When We All Fall Asleep, Where Do We Go?                                                                             |
| Internationaler Hit             | Lady Gaga & Bradley Cooper – Shallow                                                                                                 |